# Coelorachis tessellata
Coelorachis tessellata là một loài thực vật có hoa trong họ Hòa thảo. Loài này được (Steud.) Nash mô tả khoa học đầu tiên năm 1909.